# Литовцы в Польше
Лито́вцы в По́льше (пол. Litwini w Polsce, лит. Lenkijos lietuviai) — по данным переписи населения 2021 года, литовцы находятся на 15-м месте среди всех национальных меньшинств после силезцев (596 224 чел.), кашубов (179 685 чел.), немцев (144 177 чел.), украинцев (82 440 чел.), белорусов (56 607 чел.), англичан (54 424 чел.), американцев (27 756 чел.), итальянцев (19 980 чел.) и евреев (17 156 чел.), русских (15 994 чел.), французов (14 739 чел.), лемков (13 607 чел.), цыган (13 303 чел.), ирландцев (11 638 чел.). По данным переписи населения 2021 года, 10 287 жителей Польши декларировали литовскую национальность, в том числе 8 088 как первую (из них 7 291 — единственную) и 2 199 как вторую. 2 757 опрошенных считали себя одновременно поляками. По данным переписи населения 2021 года, в Польше 5 422 человека используют литовский язык дома. Бо́льшая часть литовцев компактно расселена на территории северо-восточной Польши на границе с Литвой — в польской части исторических областей Сувалкия и Дзукия. Их численность составляет около 8 тыс. человек.

## Область расселения и численность

### Область расселения
Территория расселения польских литовцев согласно современному административному делению Польши охватывает гмины Пуньск и Сейны Сейненского повята и гмину Шиплишки Сувалкского повята Подляского воеводства. Исторически эти земли являются западными окраинами литовских областей Сувалкии и Дзукии.
Представители литовского национального меньшинства проживают в следующих населённых пунктах:
| Литовские населённые пункты в Польше                    | Литовские населённые пункты в Польше | Литовские населённые пункты в Польше                                                    | Литовские населённые пункты в Польше                                                |
|                                                         | Гмина Пуньск | Гмина Сейны                                                                             | Гмина Шиплишки                                                                      |
| ------------------------------------------------------- | --- | --------------------------------------------------------------------------------------- | ----------------------------------------------------------------------------------- |
| Сёла и города с преобладанием литовского населения      | Бураки, Дзедзюле, Гилуйше, Калиново, Компоче, Крейвяны, Новиники, Огурки, Ошкине, Пелеле, Пшиставаньце, Пуньск, Рейштокеме, Санкуры, Шлинокеме, Таурошишки, Тракишки, Тромполе, Видугеры, Вилкопедзе, Войчулишки, Войтокеме, Жвикеле | Бурбишки, Душница, Енорайсьце, Йоделишки, Клейвы, Рахеляны, Радзюче, Рынкоезёры, Жегары | Еглинец, Войпоне                                                                    |
| Сёла и города со смешанным литовско-польским населением | Буда-Завидугерска, Полюньце, Сейвы, Скаркишки, Шолтаны | Холны-Мейера, Красногруда, Красново, Лумбе, Новосады, Огродники, Сейны                  | Будзиско, Подвойпоне, Садзавки, Дембняк, Романюки, Шимановизна, Весолово, Заборышки |

### Численность
Согласно данным переписи населения 2011 года, численность литовского национального меньшинства в Польше составила 7 863 человека. Значительная часть из них, более половины всех польских литовцев (65,99 %), живёт в Подляском воеводстве (4 867 человек). Остальные распределены по различным воеводствам Польши в основном численностью от 100 до 400 человек в каждом из воеводств:
- в Мазовецком воеводстве — 446;
- в Варминьско-Мазурском воеводстве — 380;
- в Поморском воеводстве — 319;
- в Западно-Поморском воеводстве — 248;
- в Силезском воеводстве — 188;
- в Великопольском воеводстве — 153;
- в Нижнесилезском воеводстве — 149;
- в Малопольском воеводстве — 126;
- в Куявско-Поморском воеводстве — 120;
- в Лодзинском воеводстве — 105;
- в Любушском воеводстве — 103;
- в Люблинском воеводстве — 88;
- в Опольском воеводстве — 35;
- в Подкарпатском воеводстве — 31;
- в Свентокшиском воеводстве — 16.

В процессе переписи 2011 года была дана возможность указывать вторую этническую идентичность. Из 7 863 жителей Польши, указавших принадлежность к литовской национальности, 5 599 человек назвали литовскую этническую идентичность первой, 2 264 человека — второй. 4 830 человек, отнёсших себя к литовцам, назвали только одну этническую идентичность, 3 032 человека указали помимо литовской другую, причём 2 961 человек другой (первой, либо второй) помимо литовской назвал польскую национальность.
По данным переписи населения 2002 года, численность польских литовцев составила 5 846 человек, территориально они были распределены следующим образом:
- в Подляском воеводстве — 5097;
- в Мазовецком воеводстве — 99;
- в Варминьско-Мазурском воеводстве — 83;
- в Поморском воеводстве — 75;
- в Западно-Поморском воеводстве — 67;
- в Нижнесилезском воеводстве — 53.

Согласно переписи 2002 года, в Сейненском повяте Подляского воеводства (в основной области расселения польских литовцев) 21,2 % жителей указали свою этническую принадлежность как литовскую. Литовцы составили 75,7 % населения гмины Пуньск, 18,52 % населения сельской гмины Сейны, 7,8 % населения городской гмины Сейны и 2,66 % населения гмины Шиплишки Сувалкского повята.

## Язык

### Число носителей
5 408 жителей Польши в ходе переписи населения 2011 года назвали родным литовский язык (2 900 женщин и 2 508 мужчин). Среди них 1 405 носителей литовского языка живут в городах и 4 003 — в сельской местности. 5 303 человека указали, что используют литовский в качестве языка домашнего общения (из них 3 597 человек назвали литовский единственным домашним языком, 1 706 человек назвали литовский одним из языков домашнего общения наряду с другими, подавляющее большинство из них при этом указало, что использует литовский в кругу семьи наряду с польским — 1 695 человек).

### Статус литовского языка
Поскольку литовцы в гмине Пуньск составляют абсолютное большинство населения в соответствии с Законом от 6 января 2005 года «О национальных и этнических меньшинствах и региональном языке» им дано право устанавливать двуязычные названия географических объектов и использовать родной язык в качестве вспомогательного в административных и официальных учреждениях. Возможность использования литовского как вспомогательного языка была законодательно реализована в гмине Пуньск 25 мая 2006 года. К 20 мая 2008 года тридцать сёл гмины ввели дополнительное официальное название своего населённого пункта на литовском языке.
| Официальные названия населённых пунктов гмины Пуньск на литовском языке | Официальные названия населённых пунктов гмины Пуньск на литовском языке | Официальные названия населённых пунктов гмины Пуньск на литовском языке |
| Населённый пункт                                                        | Польское название                                                       | Литовское название                                                      |
| ----------------------------------------------------------------------- | ----------------------------------------------------------------------- | ----------------------------------------------------------------------- |
| Бокше-Осада                                                             | Boksze-Osada                                                            | Bokšiai                                                                 |
| Буда-Завидугерска                                                       | Buda Zawidugierska                                                      | Vidugirių Būda                                                          |
| Бураки                                                                  | Buraki                                                                  | Burokai                                                                 |
| Довячишки                                                               | Dowiaciszki                                                             | Dievetiškė                                                              |
| Дзедзюле                                                                | Dziedziule                                                              | Didžiuliai                                                              |
| Гилуйше                                                                 | Giłujsze                                                                | Giluišiai                                                               |
| Калиново                                                                | Kalinowo                                                                | Kalinavas                                                               |
| Компоче                                                                 | Kompocie                                                                | Kampuočiai                                                              |
| Крейвяны                                                                | Krejwiany                                                               | Kreivėnai                                                               |
| Новиники                                                                | Nowiniki                                                                | Navinykai                                                               |
| Огурки                                                                  | Ogórki                                                                  | Agurkiai                                                                |
| Ошкине                                                                  | Oszkinie                                                                | Ožkiniai                                                                |
| Пелеле                                                                  | Pełele                                                                  | Peleliai                                                                |
| Полюньце                                                                | Poluńce                                                                 | Paliūnai                                                                |
| Пшиставаньце                                                            | Przystawańce                                                            | Pristavonys                                                             |
| Пуньск                                                                  | Puńsk                                                                   | Punskas                                                                 |
| Рейштокеме                                                              | Rejsztokiemie                                                           | Raistiniai                                                              |
| Санкуры                                                                 | Sankury                                                                 | Sankūrai                                                                |
| Сейвы                                                                   | Sejwy                                                                   | Seivai                                                                  |
| Скаркишки                                                               | Skarkiszki                                                              | Skarkiškiai                                                             |
| Шлинокеме                                                               | Szlinokiemie                                                            | Šlynakiemis                                                             |
| Таурошишки                                                              | Tauroszyszki                                                            | Taurusiškės                                                             |
| Тракишки                                                                | Trakiszki                                                               | Trakiškės                                                               |
| Тромполе                                                                | Trompole                                                                | Trumpalis                                                               |
| Видугеры                                                                | Widugiery                                                               | Vidugiriai                                                              |
| Вилкопедзе                                                              | Wiłkopedzie                                                             | Vilkapėdžiai                                                            |
| Войчулишки                                                              | Wojciuliszki                                                            | Vaičiuliškės                                                            |
| Войтокеме                                                               | Wojtokiemie                                                             | Vaitakiemis                                                             |
| Волыньце                                                                | Wołyńce                                                                 | Valinčiai                                                               |
| Жвикеле                                                                 | Żwikiele                                                                | Žvikeliai                                                               |

В конце августа 2011 года двадцать восемь двуязычных польско-литовских указателей были повреждены неизвестными — литовские названия были закрашены белой и красной красками. Преступники также облили краской обелиск, установленный в честь литовского поэта Альбинаса Жукаускаса в селе Бубеле, и оставили на обелиске надпись националистической организации 1930-х годов Falanga. В июне 2013 года акт вандализма повторился, но при этом было закрашено только пять указателей.

## Общественная жизнь

### Национально-культурные организации

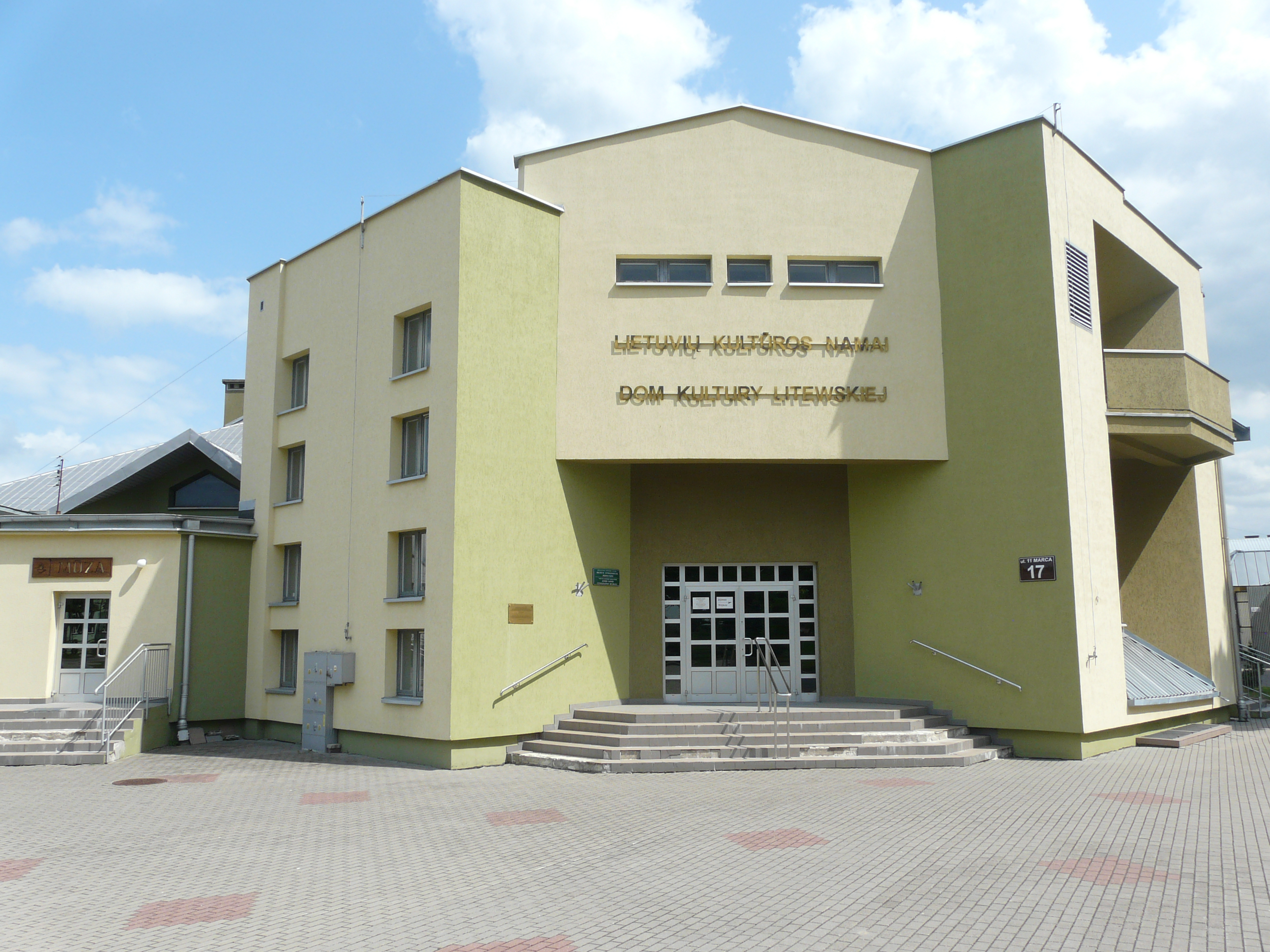
Дом литовской культуры в Пуньске

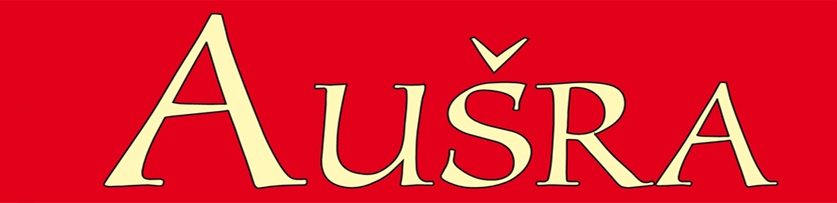
Логотип печатного издания польских литовцев «Аушра»

До 1989 года деятельность организаций национальных меньшинств в Польше находилась под контролем государства, при этом каждое из меньшинств в то время было представлено только одной организацией. Литовцы объединялись вокруг Литовского общественно-культурного союза, созданного в 1957 году. На XII съезде этой организации в 1992 году было принято решение о её переименовании в Объединение литовцев в Польше. В 2011 году Объединение включало 1 212 членов. Организацию представляли 46 филиалов, расположенных в 5 воеводствах, прежде всего в Подляском. В настоящее время Объединение литовцев в Польше издаёт три печатных издания: «Аушра» (два раза в месяц, тираж — 1000 экземпляров); «Аушреле» (один раз в месяц, тираж — 800 экземпляров) и «Сувалкетис» (четыре раза в год, тираж — 500 экземпляров).
В 1992 году польские литовцы организовали Литовское общество святого Казимира, объединившее сторонников развития литовского языка и культуры главным образом в Сейнах. Духовным центром этой организации стал Храм Посещения Пресвятой Девы Марии в Сейнах. Общество оказывает помощь паломникам, выезжающим в Литву, принимает участие в организации мессы на литовском языке, поддерживает литовский церковный хор. Раз в три месяца Литовское общество святого Казимира издаёт журнал «Шальтинис» (с тиражом в 600 экземпляров).
В 1999 году был создан Фонд епископа Антанаса Баранаускаса, основной его деятельностью стала организация в Сейнах «Литовского Дома», в котором проходят занятия многочисленных творческих и образовательных кружков, студий и других групп (в их числе литовский фольклорный коллектив Šalicinis, литовский хор Intro, детская вокально-инструментальная группа, детские и юношеские танцевальные группы, театр Stodolany и т. д.). При активном участии Фонда организуется обучение литовских школьников на родном языке. В настоящее время Фонд осуществляет опеку образовательного центра Žiburys в Сейнах. Данный центр включает детский сад, начальную школу и гимназию. Также в сферу деятельности Фонда попадают литовскоязычные школьные и дошкольные учреждения в Пуньске.
Общество литовской национальной культуры в Польше было основано в 1997 году. Главной его целью стало возрождение и развитие литовских народных традиций, а также традиций и культуры литовско-польского пограничья. Общество объединяет четыре фольклорных коллектива: Gimtinė, Alna, Šalčinėlis и Šalčinukas. В его задачи входит организация народных праздников и возрождение древних литовских обрядов.
Помимо этого, в Польше действуют такие литовские организации, как Общество литовских учителей в Польше, Общество литовской молодёжи в Польше, Ятвяжско-прусское общество, Община польских литовцев и Содружество литовцев в Гданьске.
| Национально-культурные организации литовцев в Польше | Национально-культурные организации литовцев в Польше | Национально-культурные организации литовцев в Польше | Национально-культурные организации литовцев в Польше | Национально-культурные организации литовцев в Польше |
| Название организации                                 | Название на литовском языке                          | Год регистрации                                      | Численность                                          | Последние данные (год)                               |
| ---------------------------------------------------- | ---------------------------------------------------- | ---------------------------------------------------- | ---------------------------------------------------- | ---------------------------------------------------- |
| Объединение литовцев в Польше                        | Lenkijos Lietuvių Draugija                           | 1992                                                 | 1212                                                 | 2011                                                 |
| Литовское общество святого Казимира                  | Lenkijos Lietuvių Šv. Kazimiero Draugija             | 1992                                                 | 482                                                  | 2011                                                 |
| Общество литовской молодёжи в Польше                 | Lenkijos Lietuvių Jaunimo Sąjunga                    | 1994                                                 | 150                                                  | 2011                                                 |
| Община польских литовцев                             | Lenkijos Lietuvių Bendruomenė                        | 1993                                                 | -                                                    | -                                                    |
| Содружество литовцев в Гданьске                      | Lietuviška Draugija Gdanske                          | 1997                                                 | 18                                                   | 2011                                                 |
| Общество литовских учителей в Польше                 | Lenkijos Lietuvių Mokytojų Draugija                  | 2000                                                 | 60                                                   | 2007                                                 |

### Сохранение литовской идентичности
Литовское национальное меньшинство в Польше характеризуется высоким уровнем национального самосознания. Проведённые в конце 1980-х годов исследования показали, что подавляющее большинство польских литовцев не скрывает принадлежности к своей национальности. В частности, во всех видах опросов и анкет литовцы всегда указывают своё этническое происхождение. Национальное самосознание литовцев выражается в числе прочих аспектов в использовании родного языка не только в кругу семейного общения, но и в общественных организациях, административных и культурных учреждениях, находящихся в населённых пунктах гмины Пуньск.
В настоящее время в литовском обществе явных процессов полонизации не наблюдается. По сравнению с национальным самосознанием остальных национальных меньшинств Польши, национальное самосознание литовцев является более высоким. Так, по оценке Кшиштофа Тарки, национальное самосознание литовской молодёжи в Польше является намного более сильным по сравнению, например, с самосознанием молодых представителей белорусского меньшинства.
Важным аспектом сохранения литовского национального самосознания является сравнительно широкое распространение дошкольного, начального и среднего образования на литовском языке в сравнении с уровнем образования других национальных и этнических меньшинств Польши. Образование, получаемое на родном языке около 70 % детей литовского происхождения, отчётливо показывает стремление литовцев сохранить свою этническую идентичность.

## Образование

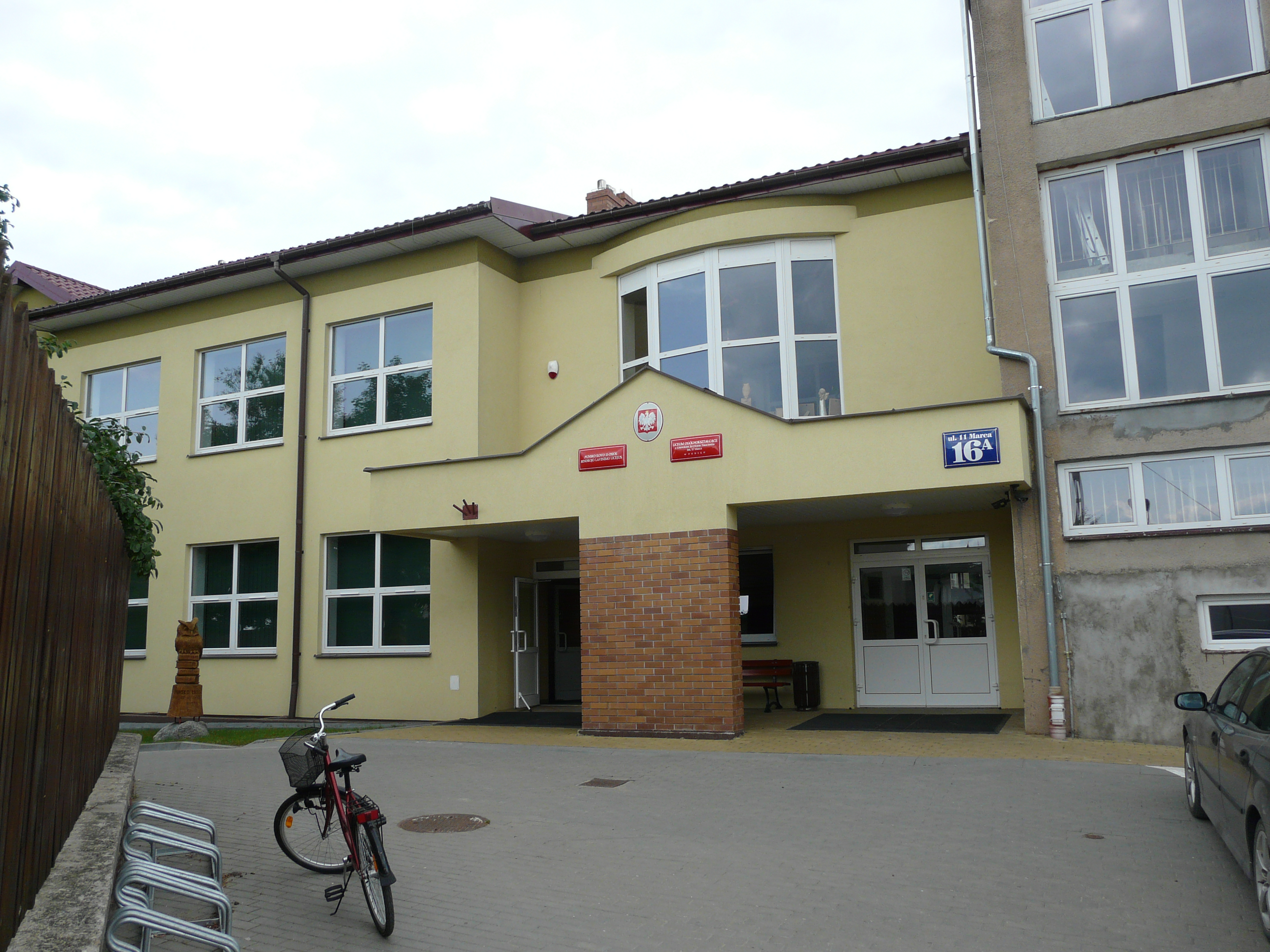
Общеобразовательный лицей с литовским языком обучения в Пуньске

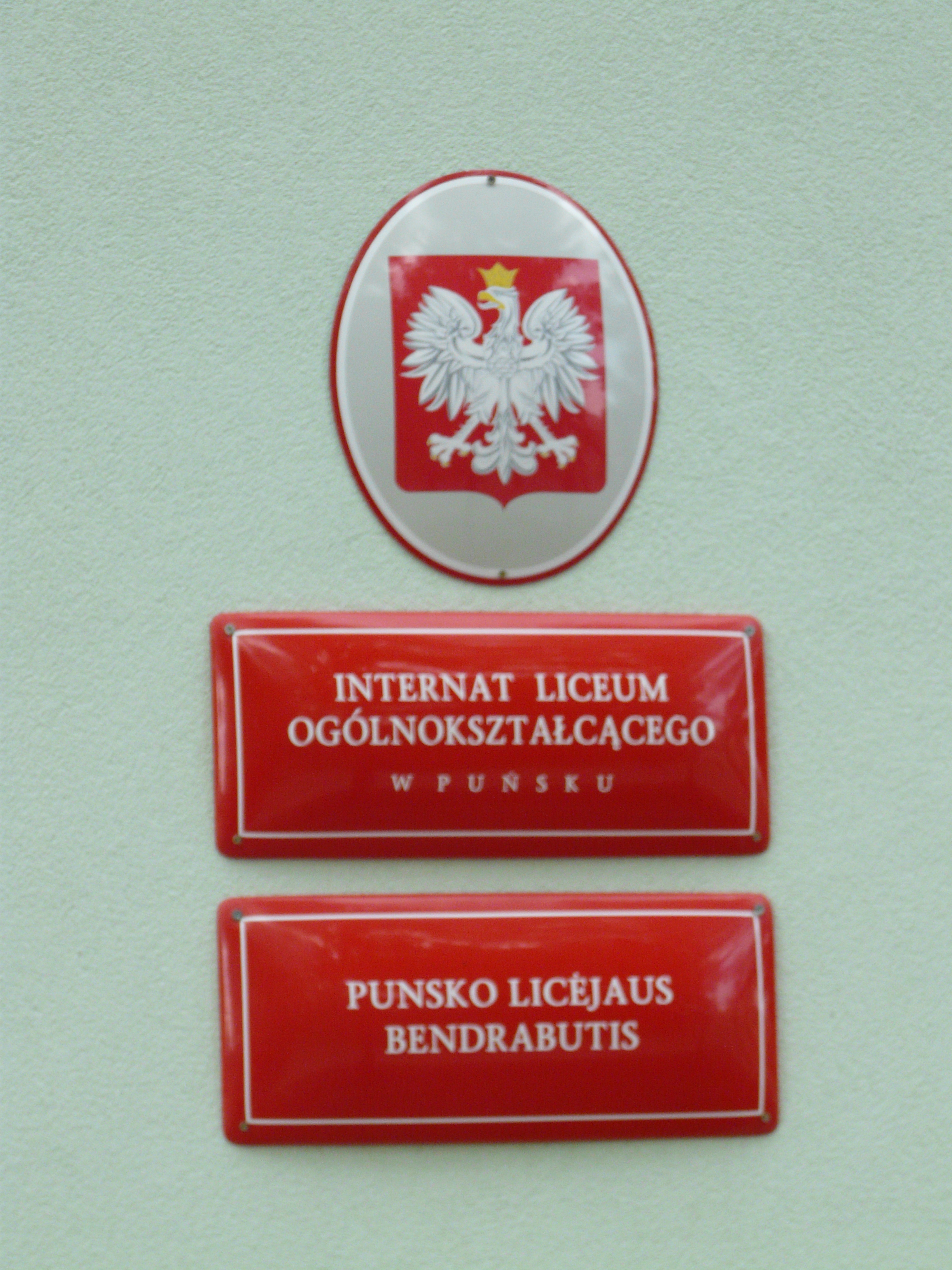
Двуязычная табличка на здании интерната в пуньском лицее

В местах компактного расселения польских литовцев, главным образом в гминах Пуньск и Сейны, организованы школы с обучением на литовском языке (в части школ этого региона литовский изучается как предмет, а обучение проходит на польском). Число школьников за всё время существования обучения на литовском остаётся стабильным, чего не отмечается в школьном обучении других национальных меньшинств Польши. По существу, литовцы являются единственным национальным или этническим меньшинством в Польше, чьи дети получают образование преимущественно на своём родном языке.
Впервые изучение литовского языка в послевоенной Польше было введено осенью 1944 года в трёх сельских школах Сувалкии (два часа в неделю). Через год этот школьный предмет был отменён в связи с планируемыми акциями выселения литовцев из Польши в рамках Республиканских соглашений.
В конце января 1951 года благодаря усилиям представителей литовского национального меньшинства президиум Народного Совета Воеводства в Белостоке разрешил включить литовский язык в программу обучения начальных школ в сёлах Новиники и Пшиставаньце. Добившись первых результатов в получении прав изучать родной язык и получать на нём образование, литовская община расширила свои требования и настаивала на введении изучения литовского языка в школах всех населённых пунктов, в которых проживали литовцы.
Осенью 1952 года обучение на литовском языке было введено в начальных школах Пуньска, Новиников, Видугеров и Войтокеме. Кроме того, в пятнадцати школах литовский язык был введён в программу в качестве дополнительного предмета. К 1953 году литовские школы посещало уже около 450 учащихся.
В сентябре 1953 года впервые введено преподавание на литовском языке в средней школе — был организован отдельный класс с литовским языком обучения в общеобразовательном лицее в Сувалках. Позднее этот класс был преобразован в класс с педагогическим профилем обучения. Литовская община пыталась добиться введения обучения на литовском в средней школе Пуньска, но не смогла получить разрешение Министерства образования. Только через три года в сентябре 1956-го для отдельного класса средней школы в Пуньске ввели обучение на литовском языке.
Одной из главных задач созданного в 1957 году Литовского общественно-культурного союза стало обеспечение приемлемого уровня образования на родном языке. На съезде этой организации выдвигались конкретные предложения, в числе которых были расширение сети школ с литовским языком обучения и введение уроков по истории и географии Литвы.
В 1960-х годах в Сувалкии во всех типах школ литовский язык учили от 800 до 900 школьников. В следующем десятилетии в литовские школы были приняты от 600 до 700 учеников.
Начиная с 1989 года литовская общественность в Польше стала добиваться строительства образовательного учреждения с литовским языком обучения в Сейнах, ремонта существующих школьных зданий, отказа от ликвидации небольших сельских школ, выпуска новых учебников на литовском языке, возможности получения учителями литовских школ профессионального образования альтернативными способами.
Польские власти отреагировали на требования литовцев. В 1992 году в Пуньске был открыт общеобразовательный лицей с литовским языком обучения. В июне 1993 года были выданы первые двуязычные свидетельства об обучении для всех типов литовских школ. В 1994 году был открыт новый корпус начальной школы в Видугерах. В декабре 2005 года начала работать школа с литовским языком обучения Žiburys в Сейнах (её создание было профинансировано правительством Литвы). 4 сентября 2010 года был введён в эксплуатацию обновлённый и расширенный корпус лицея в Пуньске.
В 2012 / 2013 учебном году в общей сложности в 19 школах разного уровня на литовском языке обучалось 623 учащихся.

## Религия

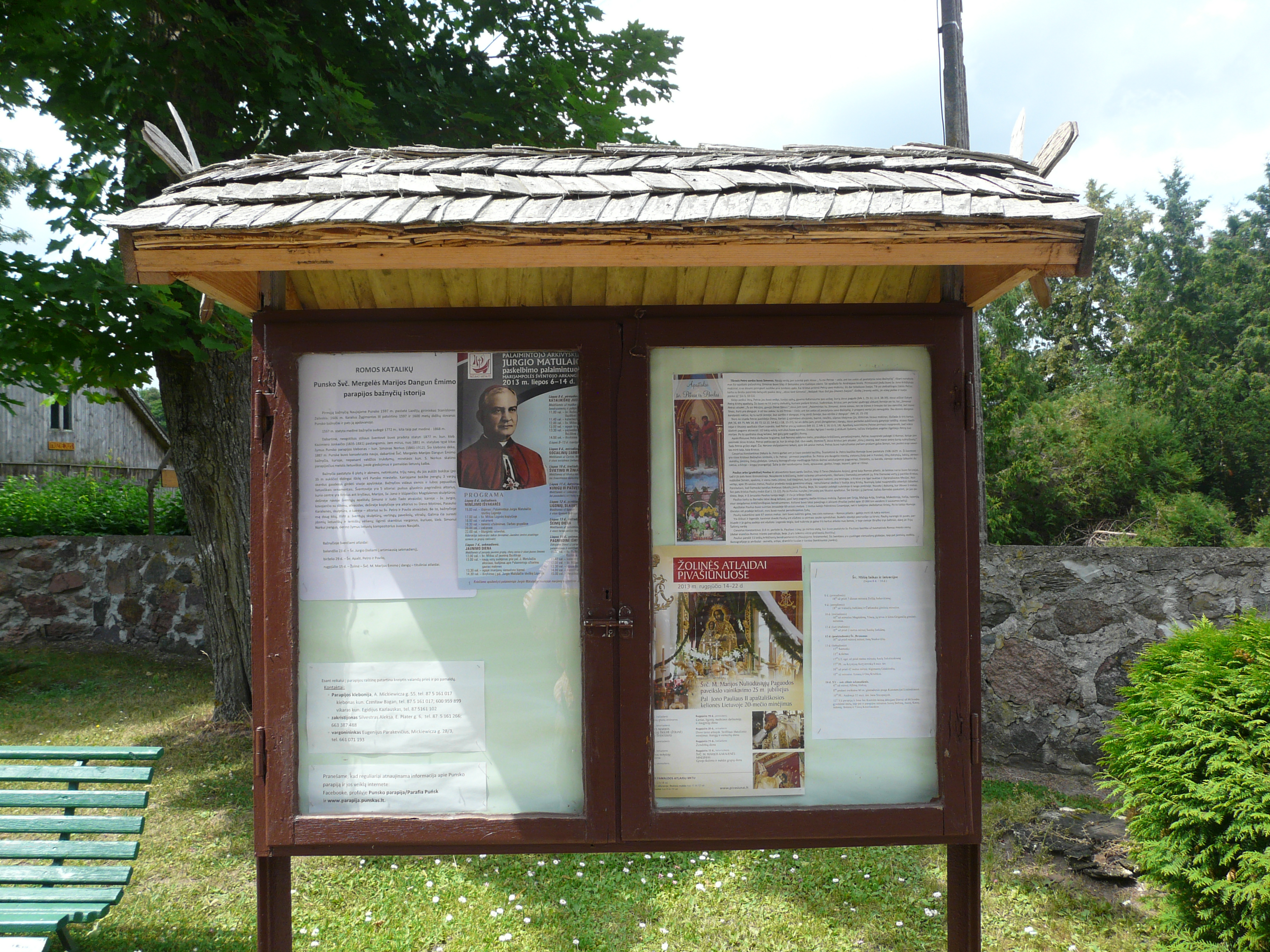
Объявления на литовском языке в парафии Вознесения Девы Марии в Пуньске

Большинство польских литовцев принадлежит к Римско-католической церкви. Важнейшим вопросом для верующих представителей литовского национального меньшинства в Польше является вопрос языка литургии.
Начало активных дискуссий по вопросу использования литовского языка в качестве языка богослужения относится к периоду Второй Польской Республики. В костёлах Виленского края в это время литовский язык был допущен к использованию в церковной службе, во многом благодаря позиции архиепископа Вильно Юргиса Матулайтиса. Поляки воспринимали это с неодобрением. Ситуация изменилась, когда в 1926 году архиепископом был назначен Ромуальд Яблжиковский, который запретил проповеди и пение на литовском языке. В результате чего отношения между поляками и литовцами, добивавшимися права использовать родной язык в костёлах, стали ещё более напряжёнными и нередко доходили до конфликтов и столкновений с применением физической силы.
В послевоенное время самым серьёзным конфликтом, касающимся языка литургии, стало противостояние прихожан и епархии в 1956 году, когда епископ Ломжи назначил в Пуньск приходского священника, не знающего литовского языка. На протесты прихожан, посылавших письма в курию и препятствовавших проведению месс, епископ отвечал угрозами, в том числе выселением литовцев польскими властями из литовско-польской приграничной зоны.
В 1970-е годы конфликт был продолжен епископом Миколаем Сасиновским. Отношения польских литовцев со священниками польской национальности, возглавлявшими местные костёлы и парафию, были испорчены на несколько десятилетий. Лишь после назначения епископом Ломжи Юлиуша Паетца отношения священников и прихожан-литовцев стали восстанавливаться. При новом епископе в 1983 году была введена воскресная месса на литовском языке в Храме Посещения Пресвятой Девы Марии в Сейнах.
В настоящее время территория расселения польских литовцев является частью католической епархии Элка (до реорганизации в 1992 году литовские земли в Польше входили в епархию Ломжи). Богослужение на литовском языке по оценкам католической церкви требуется 5,5—6 тыс. верующих.
Мессы на литовском языке обычно проводятся ежедневно в костёлах Пуньска, Сейн и Смолян. Кроме того, каждое воскресенье верующие могут посещать мессу в Видугерах и Жегарах и каждые две недели — в Сувалках.
В Сувалках также занимается проповеднической деятельностью литовскоязычная группа Свидетелей Иеговы, которая проводит встречи и собрания на литовском языке.

## Телевидение и радиовещание
Телепередача для литовского меньшинства в Польше транслируется телеканалом TVP Białystok с 1997 года. Сначала на литовском языке выходила часть программы «Сами о себе», которая была посвящена всем национальным и этническим меньшинствам в регионе Подляшья. Затем, начиная с 2003 года, литовская часть телепередачи была выделена в отдельную программу под названием «Литовская панорама». Эта передача транслируется (с польскими субтитрами) один раз в неделю в течение семи с половиной минут.
Польское радио «Белосток» выпускает трижды в неделю (в воскресенье, вторник и четверг) радиопередачу «Голос польских литовцев».

## История

### Литовцы в Польше в 1918—1939 годах

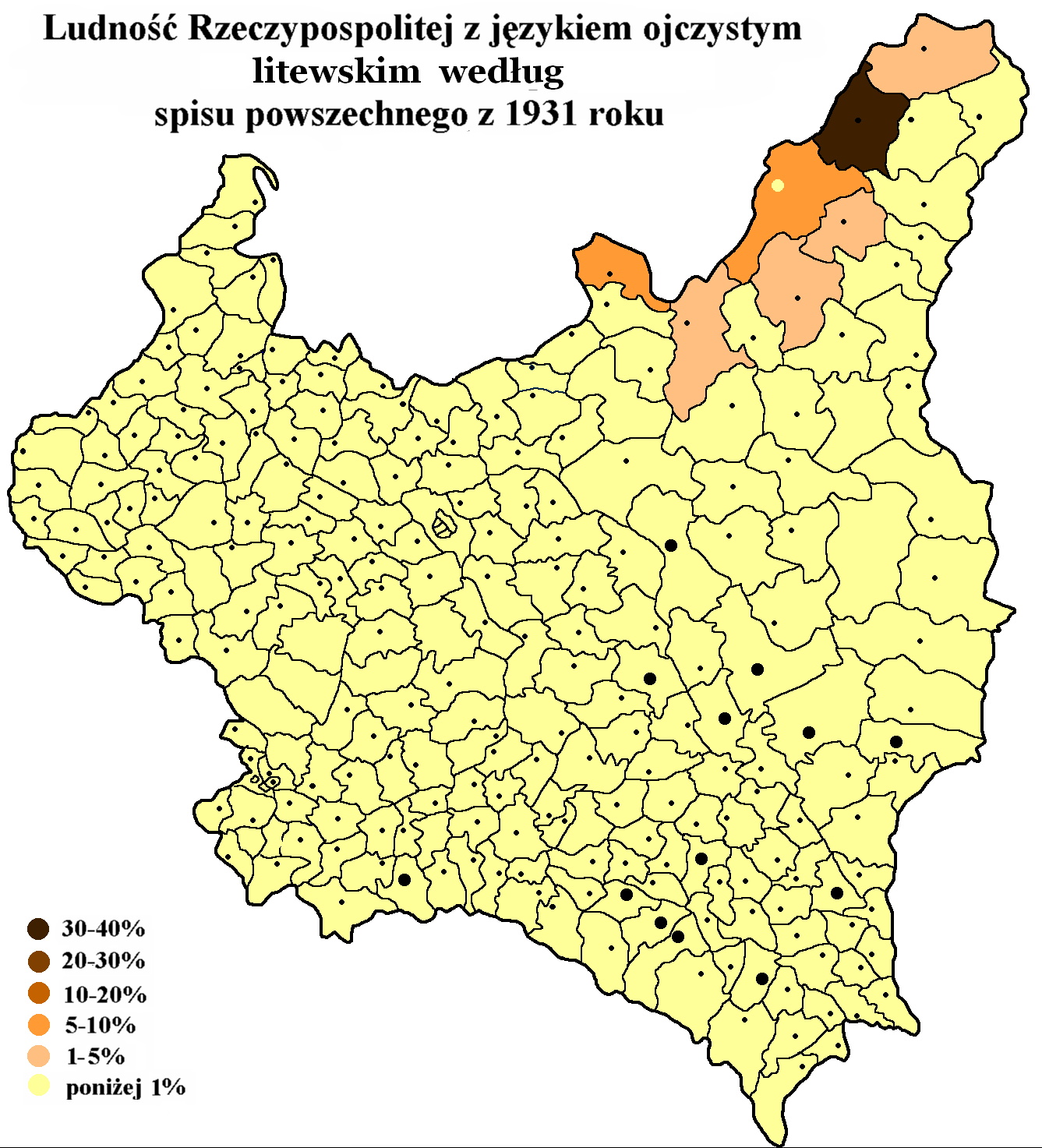
Повяты Польши, в которых по переписи 1931 года часть населения родным назвала литовский язык

Во Второй Польской республике основной областью расселения литовцев были повяты в северо-восточной части страны на границе с Литвой: Свенцянский, Виленско-Тракайский и Сувальский. Большинство литовцев этих регионов жили в сельской местности.
По данным переписи населения 1931 года в Виленском воеводстве жило 60,8 тыс. литовцев, в Белостокском воеводстве — 13,1 тыс., в Новогрудском воеводстве — 2,5 тыс. (подавляющее большинство — в Лидском повяте). По оценке историка Станислава Мауэрсберга численность литовцев в межвоенной Польше составляла около 100 тыс. человек, Януш Островский считал, что литовцев в Польше было ещё больше — приблизительно 186 тыс. человек.
На положении литовского меньшинства в Польше, равно как и польского в Литве, негативно отражались напряжённые отношения между двумя соседними государствами. В ответ на действия литовских властей против польского меньшинства правительство Польши начинало проводить политику ассимиляции местного литовского населения. Эта политика коснулась, в частности, образования на литовском языке. Количество государственных начальных школ с литовским языком обучения сократилось с 52 в 1922/1923 учебном году до 7 в 1925/1926 году, после чего выросло до 45 в 1936/1937 году и снова снизилось до 9 в 1937/1938 году. В конце 1930-х годов наметилась тенденция к полной ликвидации образования на литовском, что заставляло литовцев переходить к частному, в том числе и домашнему обучению. Но и негосударственное образование литовцев на родном языке подвергалось попыткам запрета со стороны польских властей.

### Литовцы в Польше с 1939 года
22 сентября 1944 года Польский комитет национального освобождения подписал договор с властями Литовской ССР о взаимном обмене населением. Договор предусматривал добровольную репатриацию «всех граждан литовской национальности, проживающих в Белостокском воеводстве и в других районах Польши». Представители местной администрации польских регионов, в которых жили литовцы, полагали, что репатриации должно подвергнуться всё литовское население, но литовская община не собиралась уезжать из польской части Сувалкии. Исходя из того, что решение переехать в советскую Литву должно было приниматься добровольно, польские власти, и в частности, белостокский воевода Стефан Дыбовский развернули пропагандистскую деятельность, а также стали использовать прочие формы давления с целью побудить литовцев к переселению. Несмотря на это своё решение остаться на родной земле представители литовского меньшинства не изменили. В конечном итоге договор об обмене населением никак не повлиял на численность литовцев в границах современной Польши. До 1 мая 1945 года только три человека выехали из Цехановца и 15 человек (5 семей) из Сейн.
В то же время многие литовцы, депортированные в 1941 году германскими оккупационными властями, не смогли вернуться на польскую часть территории Сувалкии. Некоторые из перемещённых во время Второй мировой войны литовцев пытались вернуться в свои дома, незаконно пересекая польско-советскую границу, но этому переселению всячески препятствовала местная польская администрация. В конечном итоге были приняты меры по ужесточению пограничного контроля силами войск Пограничной Охраны. В результате чего попытки литовцев вернуться в Польшу стали пресекаться и в 1947 году практически прекратились. К июню 1947 года в сувалкских землях насчитывалось 645 остававшихся заброшенными сельских усадеб литовцев общей площадью 5 468 га.